# Ha Yung-won
Ha Yung-won (하정원; * 20. April 1942) ist ein ehemaliger nordkoreanischer Fußballspieler. Mit der Nationalmannschaft der Demokratischen Volksrepublik Korea nahm er 1966 an der Fußball-Weltmeisterschaft 1966 in England teil; hier bestritt Ha Yung-won mit der Rückennummer „14“ zwei Spiele gegen Italien (Gruppenphase) und Portugal (Viertelfinale) – gegen die Sowjetunion und Chile (jeweils Gruppenphase) wurde Ha Yung-won nicht eingesetzt. 1966 stand er bei der Sportgruppe 8. August unter Vertrag. In weiteren von der FIFA gelisteten Spielen kam der 170 Zentimeter große Mittelfeldspieler nicht zum Einsatz.